# 1882 in Italia

## Avvenimenti

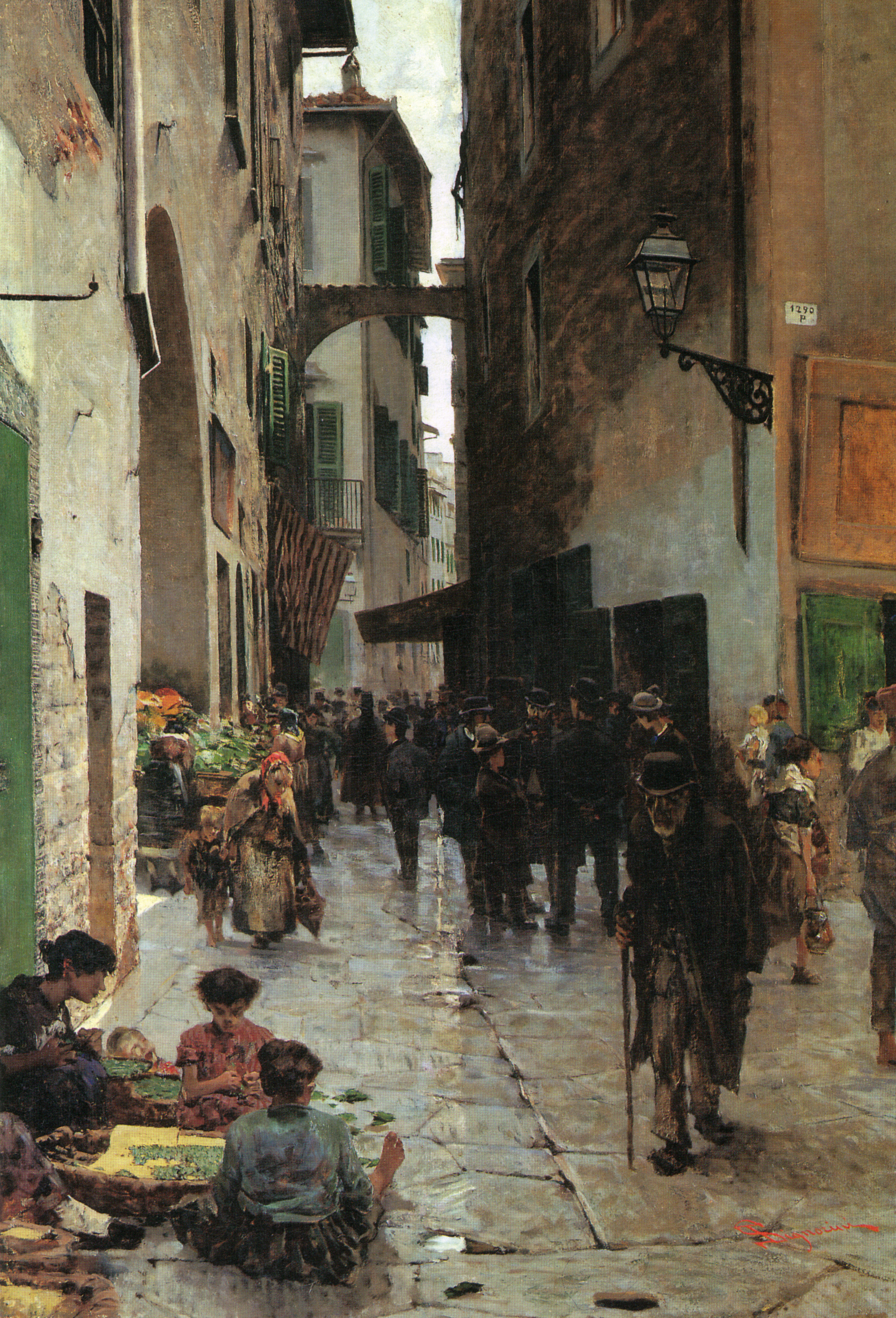
Telemaco Signorini, Il ghetto di Firenze.

- 22 gennaio: il Governo Depretis IV approva la riforma elettorale. La nuova legge elettorale (la cosiddetta legge "Zanardelli"), modificata con la legge del 7 maggio, entra ufficialmente in vigore con il decreto reale del 24 settembre[1]. Porta il numero di elettori da 600 000 a circa 2 milioni[2]. Sarà usata la prima volta nelle elezioni della XV legislatura del Regno d'Italia

- 23 aprile: a Milano nasce la SIAE.

- 17 maggio: fondazione a Milano del Partito Operaio Italiano[3].

- 20 maggio: a Vienna viene firmato il trattato della Triplice Alleanza da Italia, Impero austro-ungarico e Germania[4]. La rivalità franco-italiana in Tunisia e la disputa sulla questione romana spingono il Re d'Italia ad aderire al sistema difensivo che legava Germania e Austria fin dal 1879. In caso di aggressione francese non provocata, l'Italia riceverà il sostegno dei suoi alleati. L'isolamento della Francia sul continente europeo è totale.

- 21-23 maggio: viene inaugurata la galleria ferroviaria del San Gottardo. Sarà aperta al pubblico il 1º giugno[5]. La ferrovia del Gottardo collega Lucerna a Milano.

- 2 luglio: Viene fondata la Scuola superiore d'Arte applicata all'Industria del Castello Sforzesco.

- 5 luglio: l'Italia, che ha istituito nel 1881 l’Accademia Navale di Livorno, stabilisce una colonia africana nella baia di Assab, nel mar Rosso, tramite l'acquisto dall'armatore Rubattino con una convenzione firmata il 10 marzo[6].

- 17 settembre: si verifica un'alluvione del Polesine, evento che colpisce le province di Verona e Rovigo e il comune di Cavarzere.

- 24 ottobre: a Firenze viene inaugurato il Tempio maggiore israelitico, costruito su progetto di Marco Treves; il lavori erano iniziati nel 1874.

- 29 ottobre-5 novembre: si svolgono le elezioni politiche[7]. Andrea Costa è il primo deputato socialista in Italia.

- 22 novembre: apertura della XV legislatura del Regno d'Italia[7].

- 20 dicembre: Guglielmo Oberdan, un giovane triestino che aveva progettato l'assassinio dell'imperatore Francesco Giuseppe I, viene condannato a morte dalla magistratura austriaca e giustiziato[8]. La sua esecuzione causò scalpore nei circoli irredentisti italiani e mise in imbarazzo il governo italiano dopo la sua alleanza con le potenze centrali.

- 46 scioperi nel 1882 in Italia. 8 054 scioperanti (5 854 nell'industria, 2 200 nell'agricoltura)[9].

## Economia
- sono fondate: 
  - Caffè Vergnano, azienda specializzata nella produzione di caffè, fondata Chieri.
  - Galbani azienda casearia, fondata da Davide ed Egidio Galbani a Ballabio.

## Cultura

### Archeologia
- 3 agosto: ad Aquileia le autorità austriache inaugurano l'Imperial Regio Museo dello Stato.

### Musica
- a Trieste, a seguito dell'esecuzione dell'irredentista triestino Guglielmo Oberdan, è composto l'Inno a Oberdan[10].

### Letteratura
- sono pubblicati:
  - Il marito di Elena, romanzo di Giovanni Verga, pubblicato a Milano da Treves.
  - Il primo passo, una raccolta di racconti autobiografici di Ferdinando Martini .
  - Terra vergine, una raccolta di racconti di Gabriele D'Annunzio, pubblicata a Roma da Sommaruga.

### Saggistica
- esce Viaggio nel Cilento, saggio di Cosimo De Giorgi.

### Stampa
- 12 febbraio; nasce a Milano Il Guerin Meschino, periodico satirico e umoristico illustrato.